# Freaks, Faggots, Drunks & Junkies
| Recensione | Giudizio |
| ---------- | -------- |
| AllMusic   | [ 1 ]    |

Freaks, Faggots, Drunks & Junkies è il quinto album in studio del musicista punk rock statunitense GG Allin, pubblicato, in collaborazione con la band di supporto Bulge, nel 1988 dalla Homestead Records.
Il critico musicale Steve Huey scrisse circa il disco: "L'intera produzione discografica di Allin è forse la peggiore musica mai registrata; questa ne è l'espressione più chiara".

## Storia
Allin tornò nel New England tra la fine del 1987 e l'inizio del 1988, stabilendosi in qualche posto nel New Hampshire solo perché, secondo le note interne dell'album da lui scritte, "era economico". All'epoca, gli era stato proibito esibirsi come musicista a Boston da quando all'incirca la sua prima band di supporto, The Jabbers, stava giungendo alla fine della sua corsa. Dalla registrazione e pubblicazione affrettate di You Give Love a Bad Name l'anno prima, Allin era stato in studio di registrazione solo un'altra volta, incidendo quattro canzoni suonando da solo tutti gli strumenti, aiutato solo da due persone ai cori di sottofondo. Queste registrazioni furono pubblicate quasi immediatamente - senza il consenso di Allin o la sua conoscenza immediata - sotto il falso nome della band "GG Allin & His Illegitimate Kids".
Preferendo avere una band dal vivo della quale potersi fidare in studio, Allin contattò il chitarrista Johnny X e il batterista Charlie Infection, co-fondatori dell'etichetta punk indipendente di Boston Ax/ction Records, del gruppo punk/metal Psycho. X e Infection avevano stretto amicizia e avuto a che fare con Allin in passato, ottenendo in particolare un inedito dei GG & The Cedar Street Sluts, il brano I Wanna Suck Your Cunt, inserito nell'EP compilation Welcome To Ax/ction Island, e anche vendendo qualche nastro di Allin attraverso il loro servizio di vendita per corrispondenza. Con il bassista degli Psycho Ed Lynch al seguito, Allin e la band (utilizzando il nome del loro progetto collaterale Bulge) incisero e registrarono 13 nuove canzoni destinate al prossimo album di Allin. Un altro ex membro degli Psycho, Bill Normal, fu anch'esso coinvolto nella lavorazione dell'album, sostituendo Lynch in quattro tracce e suonando una parte volutamente atonale di sintetizzatore nella traccia Crash and Burn.
Quando il nastro Illegitimate Kids fu inaspettatamente ritrovato, Allin decise di "riprendersi" le registrazioni e vi aggiunse le nuove quattro tracce. Per ragioni sconosciute, tuttavia, i Bulge, insieme all'amico e collaboratore saltuario di Allin, Mark Sheehan, furono comunque accreditati per avere suonato gli strumenti nei brani in questione: Wild Riding, Family, Young Little Meat e I Wanna Kill You. Sempre per ragioni ignote, il contributo di Normal come bassista non fu inserito nei crediti dell'album, mentre il suo contributo alla tastiere in Crash and Burn venne indicato con lo pseudonimo "Dork".

## Tracce
1. My Revenge – 0:43
2. Dope Money – 2:46
3. Be My Fuckin' Whore – 2:40
4. Suck My Ass It Smells – 0:27
5. Dog Shit – 2:12
6. Wild Riding (GG Allin) – 5:29
7. Sleeping in My Piss – 2:06
8. Anti-Social Masturbator – 3:12
9. Last in Line for the Gang Bang – 2:14
10. Die When You Die (You're Gonna Die dei Destroy All Monsters, nuovo testo di GG Allin) – 1:37
11. Commit Suicide – 1:53
12. Crash & Burn – 3:57
13. Outlaw Scumfuc (Longhaired Redneck di David Allan Coe, nuovo testo di GG Allin) – 2:24
14. Caroline and Sue – 2:34
15. Cunt Sucking Cannibal (GG Allin, Scott Rag) – 2:44
16. Family (GG Allin) – 3:02
17. Young Little Meat (GG Allin) – 1:33
18. I Wanna Kill You (David Peel, nuovo testo di GG Allin) – 3:18
19. My Bloody Mutilation – 5:03

## Formazione
- GG Allin – voce
- Johnny X – chitarra e cori
- Charlie Infection – batteria e cori
- Ed Lynch – basso e cori
- Bill Normal (accreditato come "Dork") – tastiere in Crash & Burn, basso non accreditato nelle tracce 7, 9, 14 e 15
- Mark Sheehan, Erik Mercier, Greg Gonorea e Beth Burrow – cori